# 안중출장소
안중출장소(安仲出張所)는 평택시의 서부 3읍 2면(안중읍, 포승읍, 청북읍, 오성면, 현덕면)을 관할하는 출장소이다. 

## 구 안중출장소
1987년 7월 1일 오성면, 청북면, 포승면, 현덕면의 일부를 관할로 평택군청 안중출장소를 설치하였다. 1989년 4월 1일 안중출장소를 안중면으로 승격하였다.

## 현 안중출장소
1995년 5월 10일 송탄시, 평택시, 평택군이 도농복합시인 평택시로 통합하면서 서부지역 5개면을 관할하는 평택시청 안중출장소를 설치하였다. 2002년 11월 5일 안중면이 안중읍으로 승격하여 1읍 4면을 관할하게 되었다. (2읍 7면 13동) 2006년 12월 29일 포승면이 포승읍으로 승격하여 2읍 3면을 관할하게 되었다. 2016년 7월 28일자로 청북면이 청북읍으로 승격하여 3읍 2면을 관할하고 있다.

## 신 안중출장소
안중출장소 신청사는 평택 서부지역 균형발전과 증가하는 인구 및 행정수요에 대응하고 미래 행정체계를 고려한 복합 행정거점 조성이 목적이다. 920억원의 사업비를 들여 평택 화양도시개발사업지구 내 공공청사 부지에 조성되며 연면적 23,481제곱미터에 지하 1층 지상 4층의 규모로 건립될 예정이다.

## 같이 보기
- 평택시의 행정 구역
- 송탄출장소
- 안중읍
- 평택항
- 출장소